# Myroxylon balsamum
Myroxylon balsamum, червоне дерево Сантос — вид дерев з родини Бобових, поширений у тропічних лісах від Південної Мексики до регіонів Амазонки у Перу та Бразилії на висоті 200—690 метрів . Росте у добре дренованих ґрунтах вічнозелених вологих лісів.

## Різновиди
Відповідно до Інформаційної мережі ресурсів зародкової плазми існує два різновиди:
- Myroxylon balsamum var. бальзам — Дерево бальзаму Толу
- Myroxylon balsamum var. pereirae (Royle) Harms — Перуанське бальзамове дерево

## Опис
Це дерево висотою 45 метрів — велике та повільно росте. Крона округла з густим листям, кора жовтувата з різким запахом. Листки чергові, черешкові, довжиною 8-20 см разом з черешками (черешки1-4 см завдовжки), а шириною 5-15 см. Рахіс і черешки опушені і циліндричні. Листочки на верхівці мають форму від гострої до загостреної, тупі у основи, голі, з суцільним краєм і залозистими масляними крапками.

Дерево квітує через 5 років після росту з насіння в період з лютого по червень. Квітки білі, опушені, мають близько 10 тичинок. Плід — плоский крилатий стручок, вузький обернено-яйцеподібної форми, довжиною 8 см та 1-2 см шириною, кольором від жовтого до коричневого, після висихання опадає приблизно з листопада по січень.

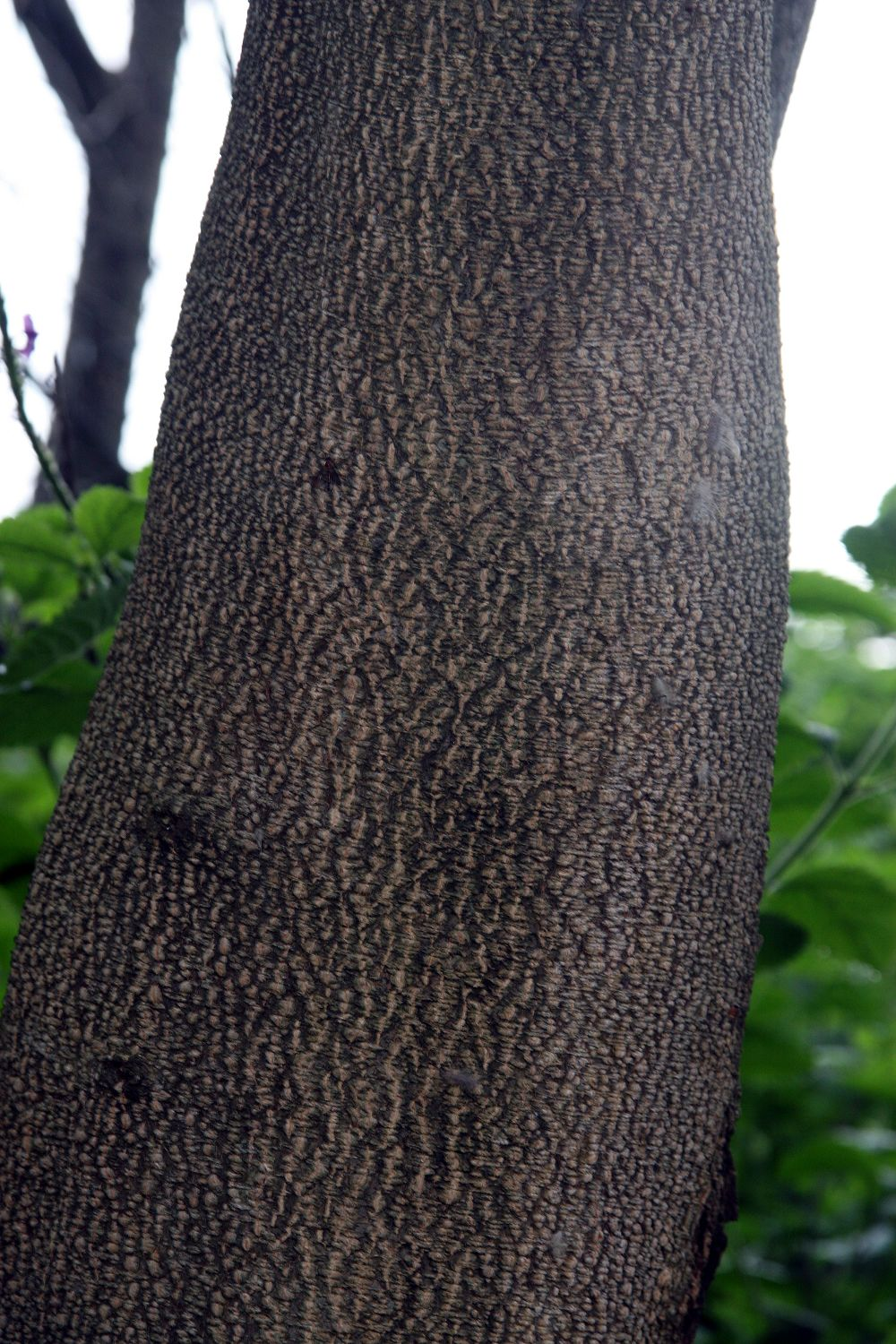
Стовбур
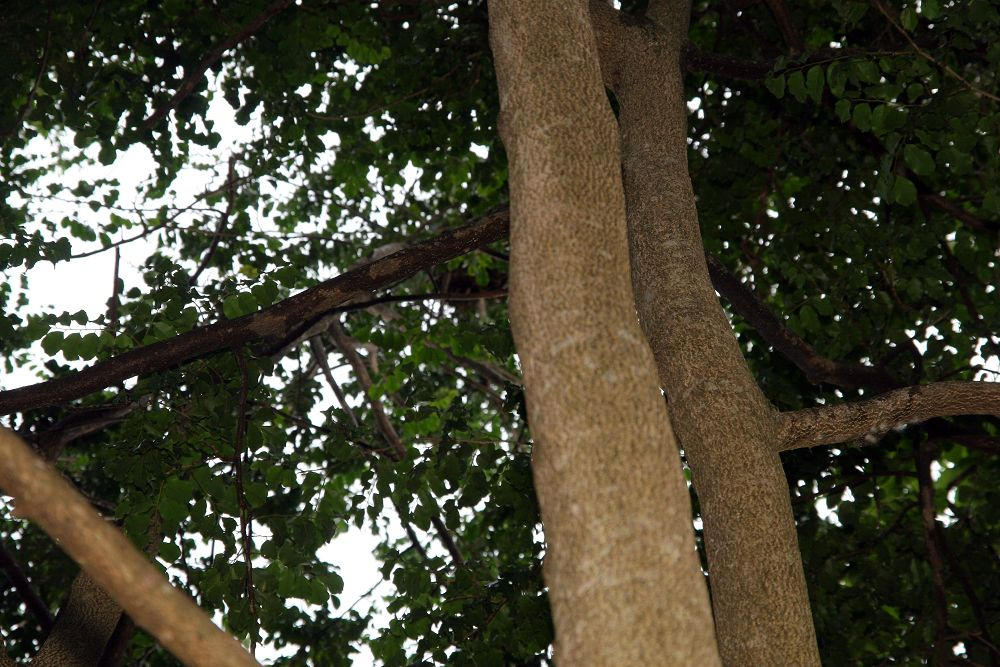
Гілки
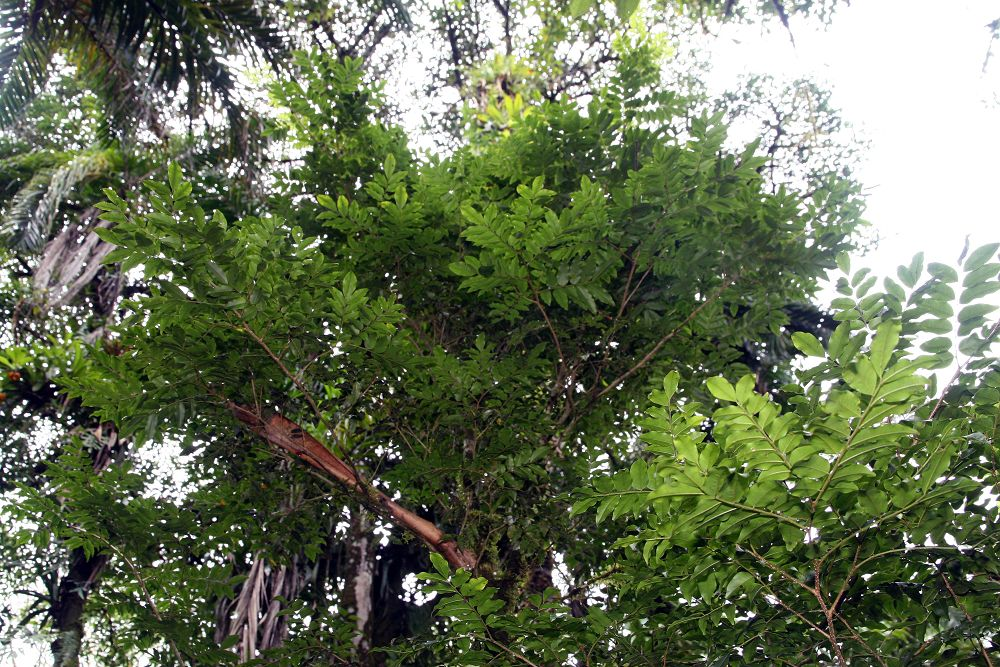
Листя
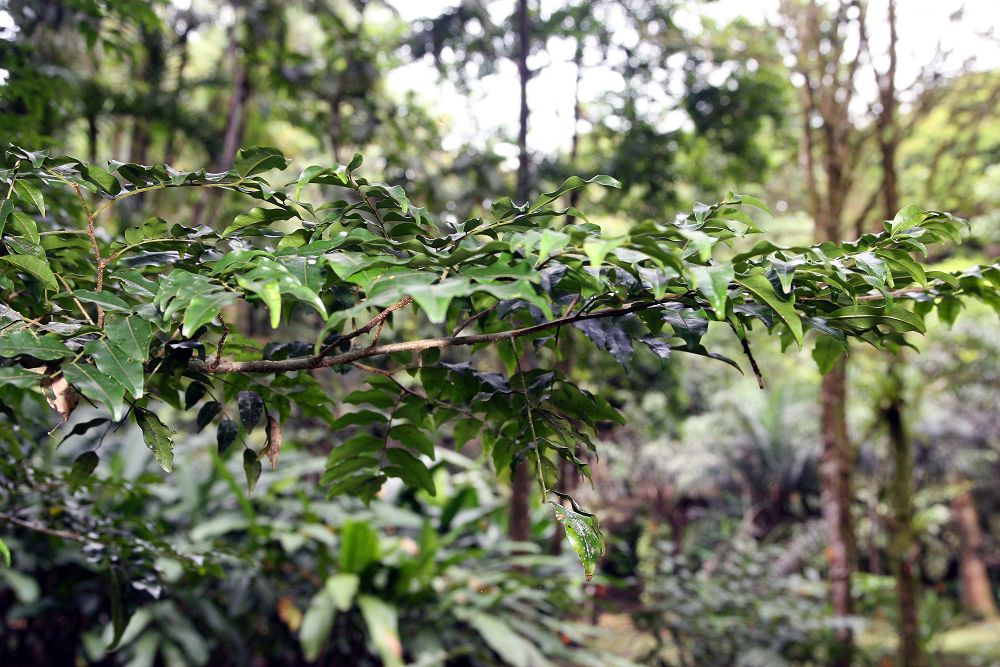
Листя

## Використання

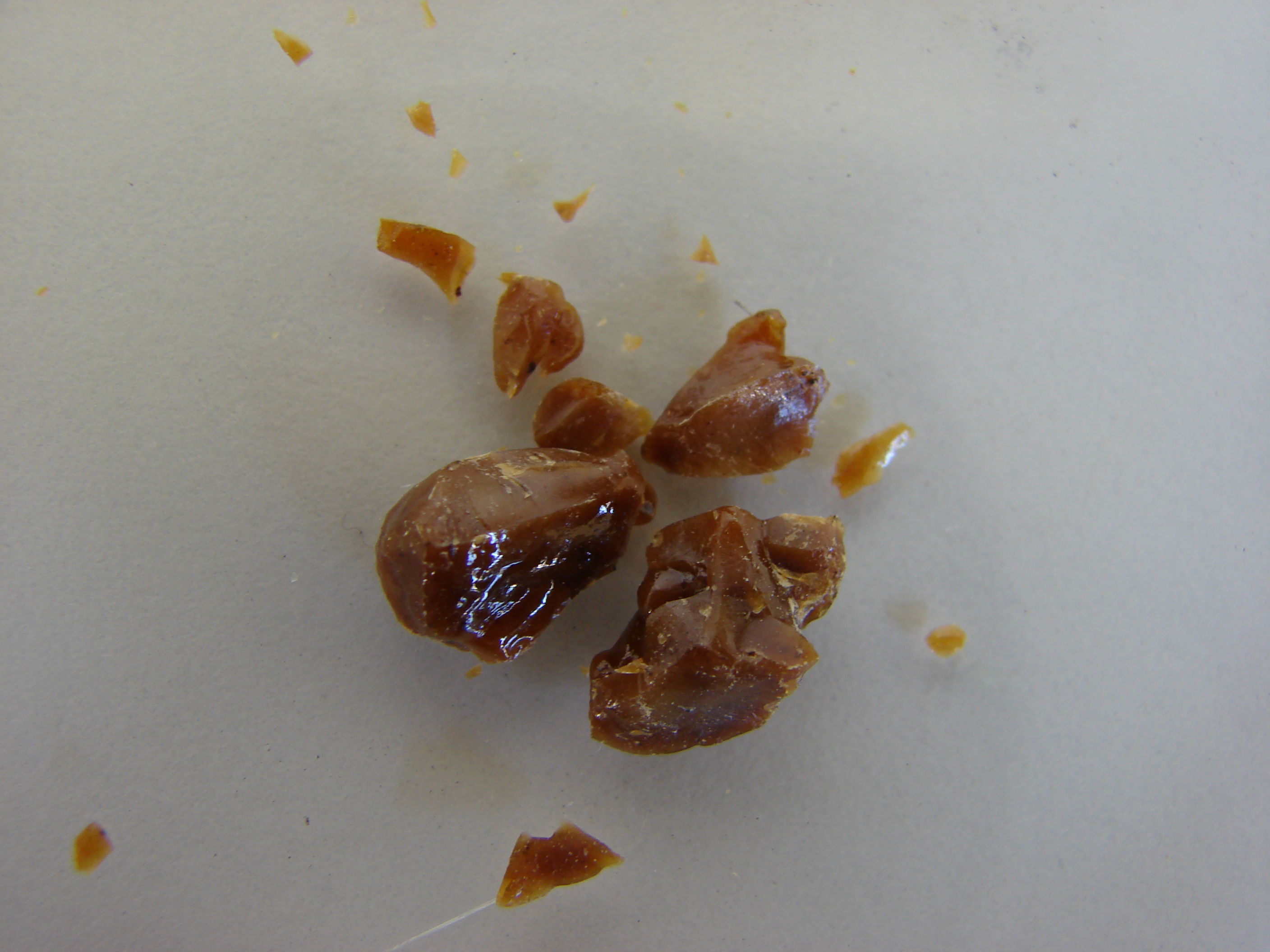
Бальзам Толу

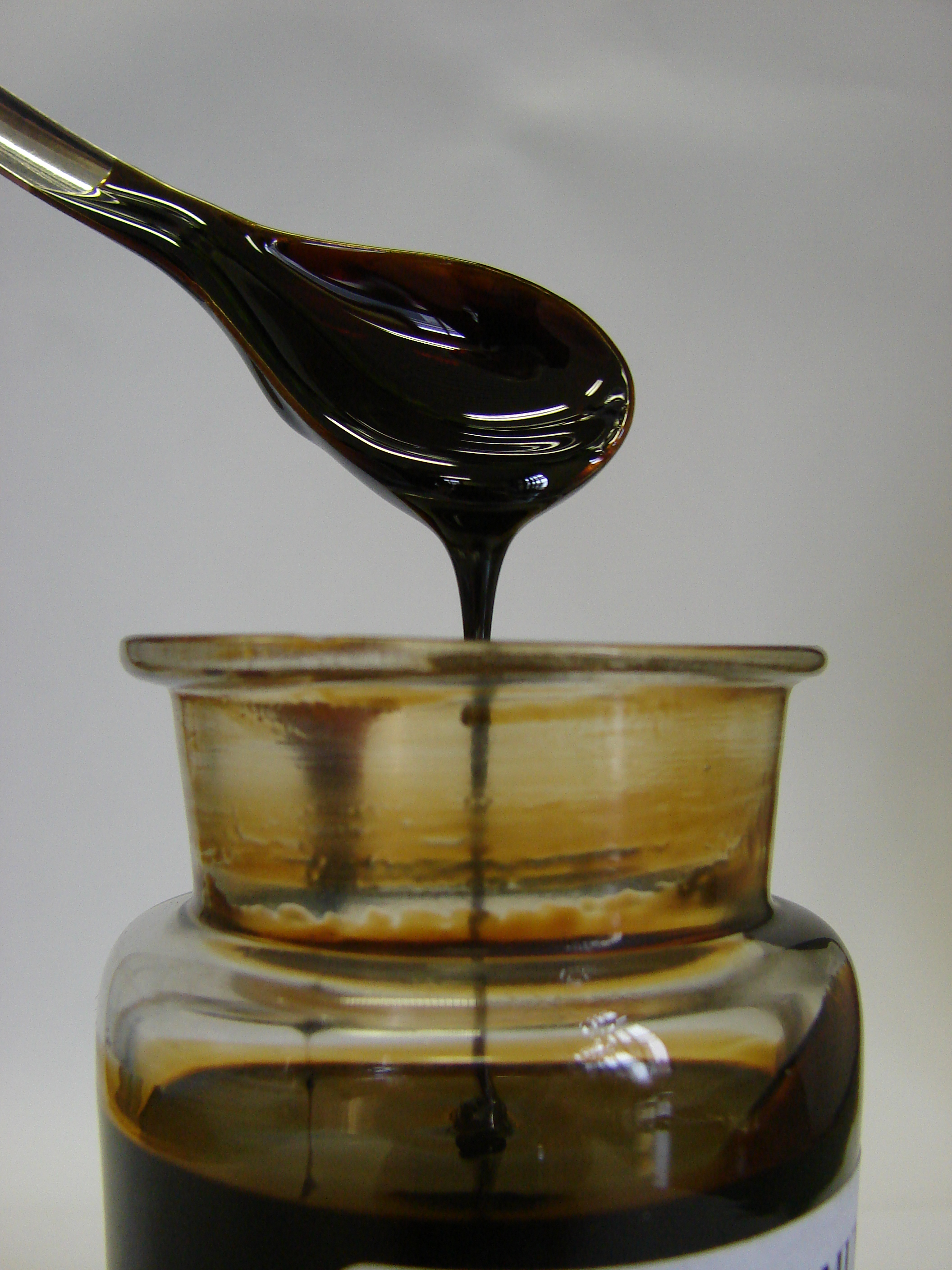
Перуанський бальзам

Бальзам Толу та Бальзам Перу є продуктами смоли цього виду дерев, але отримують їх з різних сортів різними способами. Вони експортуються через низку посередників до Німеччини, Сполучених Штатів Америки, Англії та Іспанії, де їх використовують у виробництві косметики та ліків (для лікування захворювань шкіри, бронхів, легенів та дихальних шляхів, а також опіків і ран). Для виробництва бальзаму дерево також висаджено в Західній Африці, Індії та Шрі-Ланці .
Деревина цього виду дерев має червонуватий відтінок і переплетені волокна, що надає їй виражений стрічковий візерунок, а з колод виходить велика кількість деревини без сучків. Деревина має твердість за шкалою Янка 9,79 Ньютон і дещо стійка до ураження грибком. Деревина цього дерева використовується для підлоги, меблів, внутрішнього оздоблення та важких конструкцій.
M. balsamum часто використовують як дерево для затінення на кавових плантаціях.